# 马良镇 (沙洋县)
马良镇，是中华人民共和国湖北省荆门市沙洋县下辖的一个乡镇级行政单位。

## 行政区划
马良镇下辖以下地区：
权城社区、张集村、耀星村、姚集村、沿江村、马台村、童沙村、花立村、王港村、襄河村、邓集村、艾店村和北港村。